# Cassville (Géorgie)
Pour les articles homonymes, voir Cassville.
Cassville est une communauté non incorporée du comté de Bartow dans l'État de Géorgie aux États-Unis.

## Histoire
Cassville fut fondée en 1833 et comptait environ 1 300 habitants en 1860.
C'était à l'origine le chef-lieu du comté avant que le nom de celui-ci soit changé de comté de Cass en comté de Bartow. Le chef-lieu fut relocalisé à Cartersville après que le Général Sherman détruisit Cassville durant sa campagne de d'Atlanta de 1864.

## Géographie
Bien que Cassville ne soit plus incorporée, on dit qu'elle recouvre une surface commençant à l'intersection de la route de Cassville et de la route de Firetower et s'étend à une distance d'un mile dans toutes les directions. Cassville se trouve entre les villes d'Adairsville et de Cartersville (à 10 km) en recul de l'Highway 41. La ville est considérée comme faisant partie de l'aire métropolitaine d'Atlanta mais continue de maintenir son atmosphère de petite ville. La population est d'environ 5 000 habitants.

## Tourisme
Cassville possède l'un des plus vieux bureaux de poste de la région et la Cass Grocery, l'épicerie de Cass, un magasin  se tient là depuis 1800. Les autres points d'intérêt incluent le musée de l'histoire de Cassville (Cassville History Museum), le Cassville Visitors Information (situé dans le département des pompiers volontaires) et le cimetière confédéré de Cassville (Cassville Confederate Cemetery), situé sur la route de White.